# 廷格阿尔纳加尔
廷格阿尔纳加尔（Thingalnagar），是印度泰米尔纳德邦甘尼亚古马里县的一个城镇。总人口12554（2001年）。

## 人口
该地2001年总人口12554人，其中男性6121人，女性6433人；0—6岁人口1282人，其中男631人，女651人；识字率78.27%，其中男性为80.95%，女性为75.72%。